# 徐李碾遗址
徐李碾遗址，位于中国甘肃省庄浪县，为一个省级文物保护单位，类型为古遗址。
徐李碾遗址的历史年代为新石器时代至青铜时代。